# Lijst van bezienswaardigheden in Amsterdam

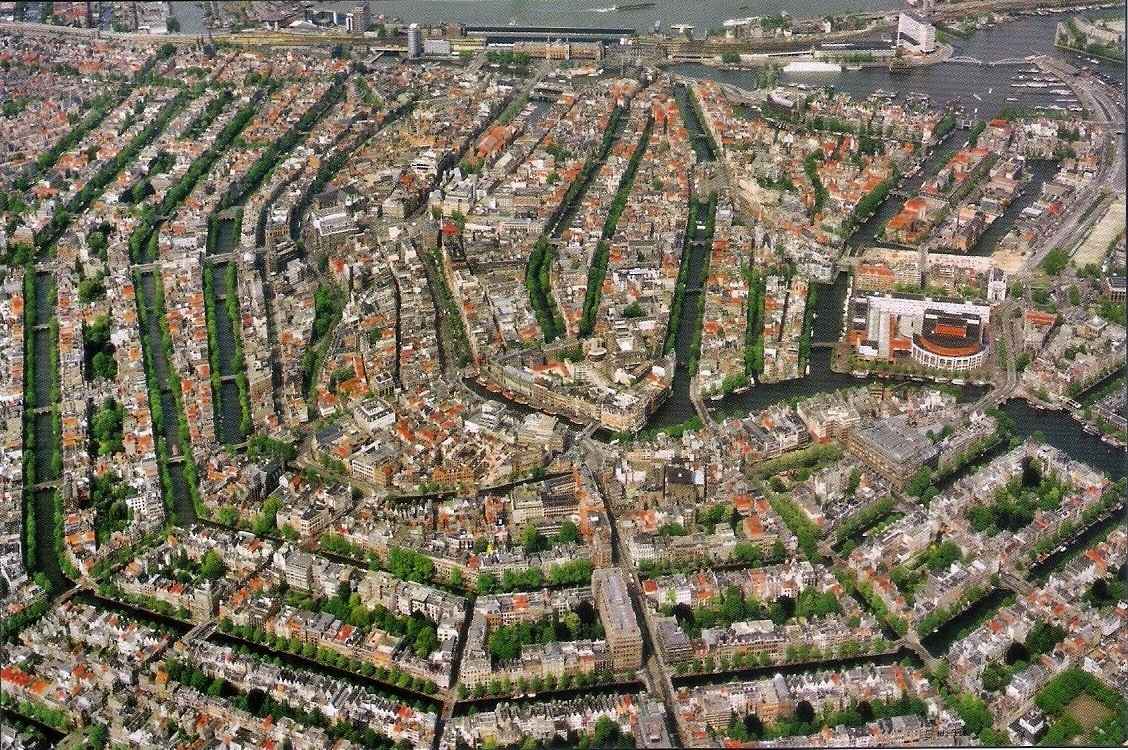
Het centrum van Amsterdam

Hieronder staat een lijst van bezienswaardigheden in Amsterdam.
Amsterdam, de hoofdstad van Nederland, is een stad die jaarlijks door zeer veel toeristen wordt bezocht. De bekendste bezienswaardigheid in Amsterdam is de Grachtengordel, een deel van de binnenstad die ook te vinden is op de lijst van UNESCO.
Ook staat Amsterdam bekend om zijn musea, bruggen en de Wallen.

## Musea

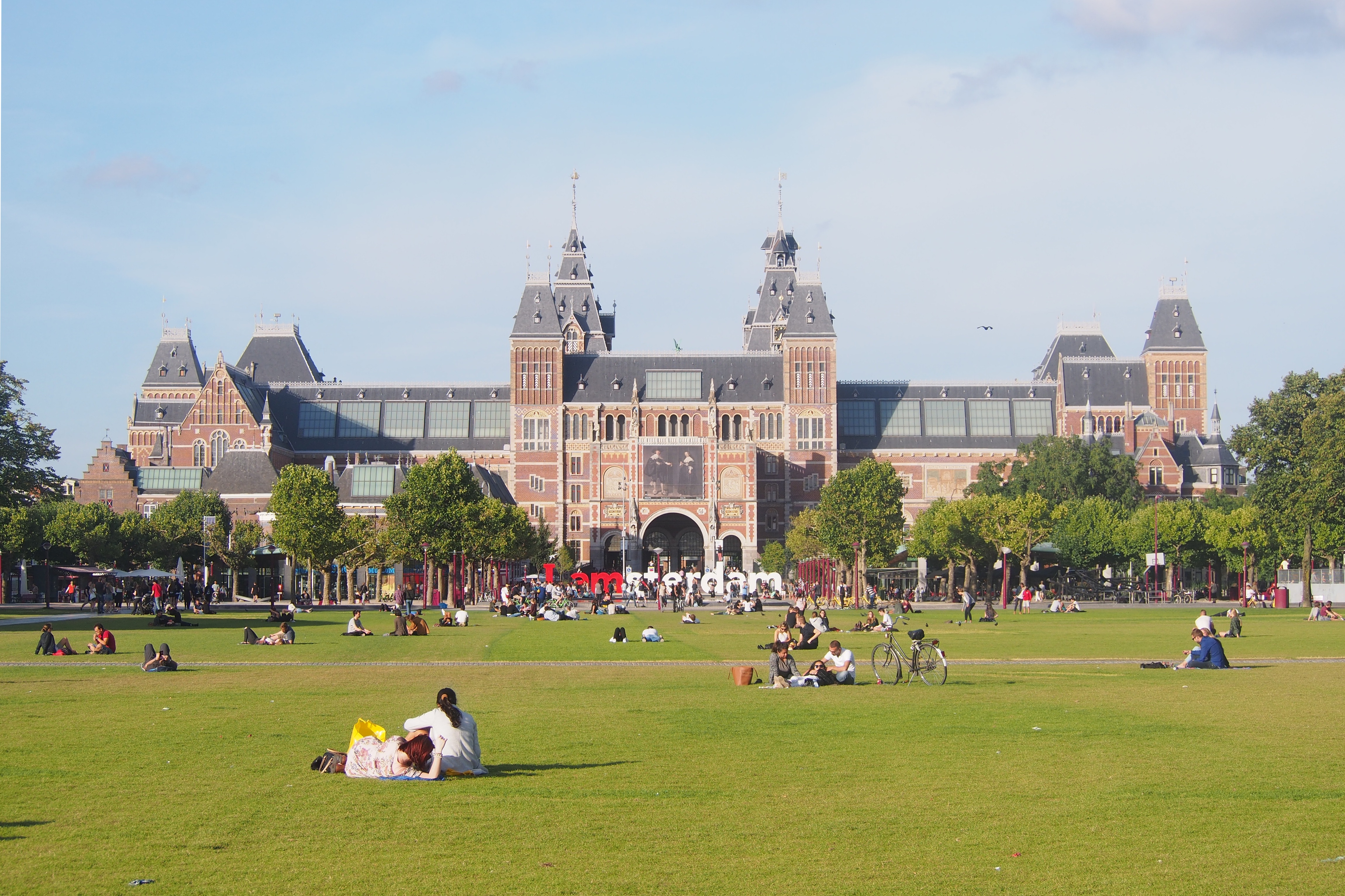
Rijksmuseum Amsterdam

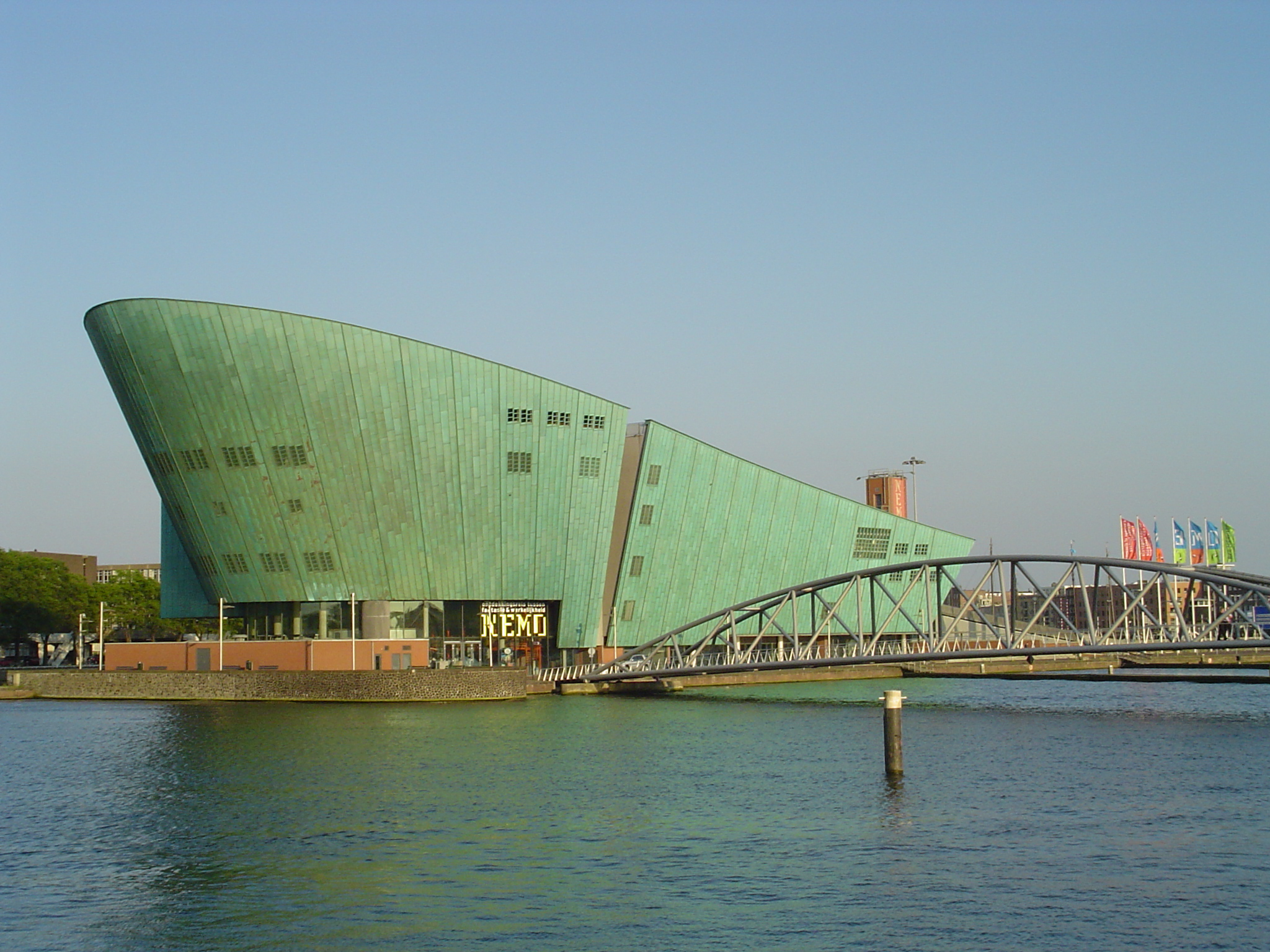
NEMO in Amsterdam

- Rijksmuseum, grootste museum van Nederland met grote kunstcollectie
- Van Gogh Museum, museum met werk van Vincent van Gogh
- Stedelijk Museum, museum met moderne kunst
- Rembrandthuis, museum met werk van Rembrandt van Rijn
- Anne Frank Huis, museum over Anne Frank
- Het Grachtenhuis, museum over de Amsterdamse Grachtengordel
- H'ART Museum, tot 2023 bekend onder de naam Hermitage Amsterdam
- Wereldmuseum Amsterdam, (voorheen Tropenmuseum) volkenkundig museum met etnografische artefacten uit de (sub)tropen
- NEMO, technologiemuseum over natuurkunde, scheikunde en biologie
- Verzetsmuseum, museum over verzet tijdens de Tweede Wereldoorlog
- Amsterdam Museum, museum over de geschiedenis van Amsterdam
- Allard Pierson Museum, archeologisch museum genoemd naar Allard Pierson
- Bijbels Museum, museum over de Bijbel
- EYE Film Instituut Nederland, museum over films en de geschiedenis van films
- Joods Historisch Museum, museum over de Joodse religie, cultuur en geschiedenis
- Museum Van Loon, museum met familieportretten, meubels en bedrukte behangsels van het geslacht Van Loon
- Het Scheepvaartmuseum, museum over de historie van de Nederlandse scheepvaart
- Diamantmuseum, een museum over diamanten en de geschiedenis van diamanten
- Amsterdam Dungeon, museum over de duistere geschiedenis van Amsterdam
- Sexmuseum, museum over geschiedenis erotiek

## Kerken

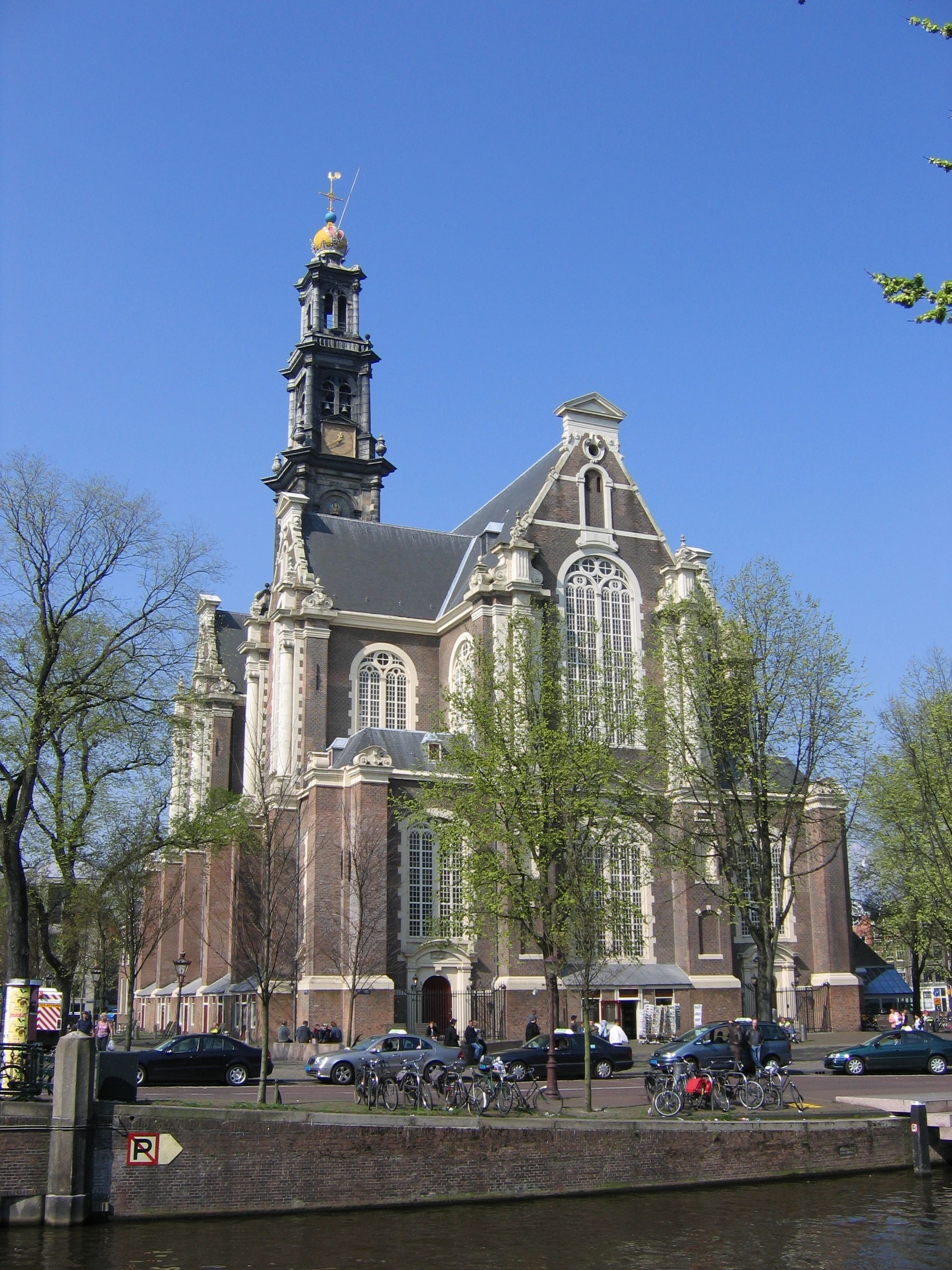
Westerkerk

- Oude Kerk, de oudste kerk van Amsterdam uit 1306
- Nieuwe Kerk, kerk op de Dam uit 1408
- Zuiderkerk, de eerste protestantse kerk in Amsterdam (1603-1611)
- Noorderkerk (1620-1623)
- Westerkerk, kerk op de Westermarkt uit 1638
- Oosterkerk, kerk uit 1671
- Ronde Lutherse Kerk, eerste Ronde Lutherse Kerk in Nederland
- Engelse Hervormde Kerk, feitelijk onderdeel van de Kerk van Schotland aan het Begijnhof
- De Krijtberg, een rooms-katholieke rectoraatskerk ook wel bekend als de Rijtjeskerk
- Basiliek van de Heilige Nicolaas, een rooms-katholieke kerk uit 1887
- De Duif, kerkgebouw uit 1858 aan de Prinsengracht
- Ons' Lieve Heer op Solder, een voormalige schuilkerk die nu is ingericht als museum
- De Papegaai, een voormalige rooms-katholieke schuilkerk aan de Kalverstraat
- Mozes en Aäronkerk, een kerk uit 1841 aan het Waterlooplein
- Posthoornkerk, officieel de Onze Lieve Vrouwe Onbevlekt Ontvangen kerk aan de Haarlemmerstraat
- Amstelkerk, houten kerkgebouw uit 1670 op het Amstelveld

## Bruggen

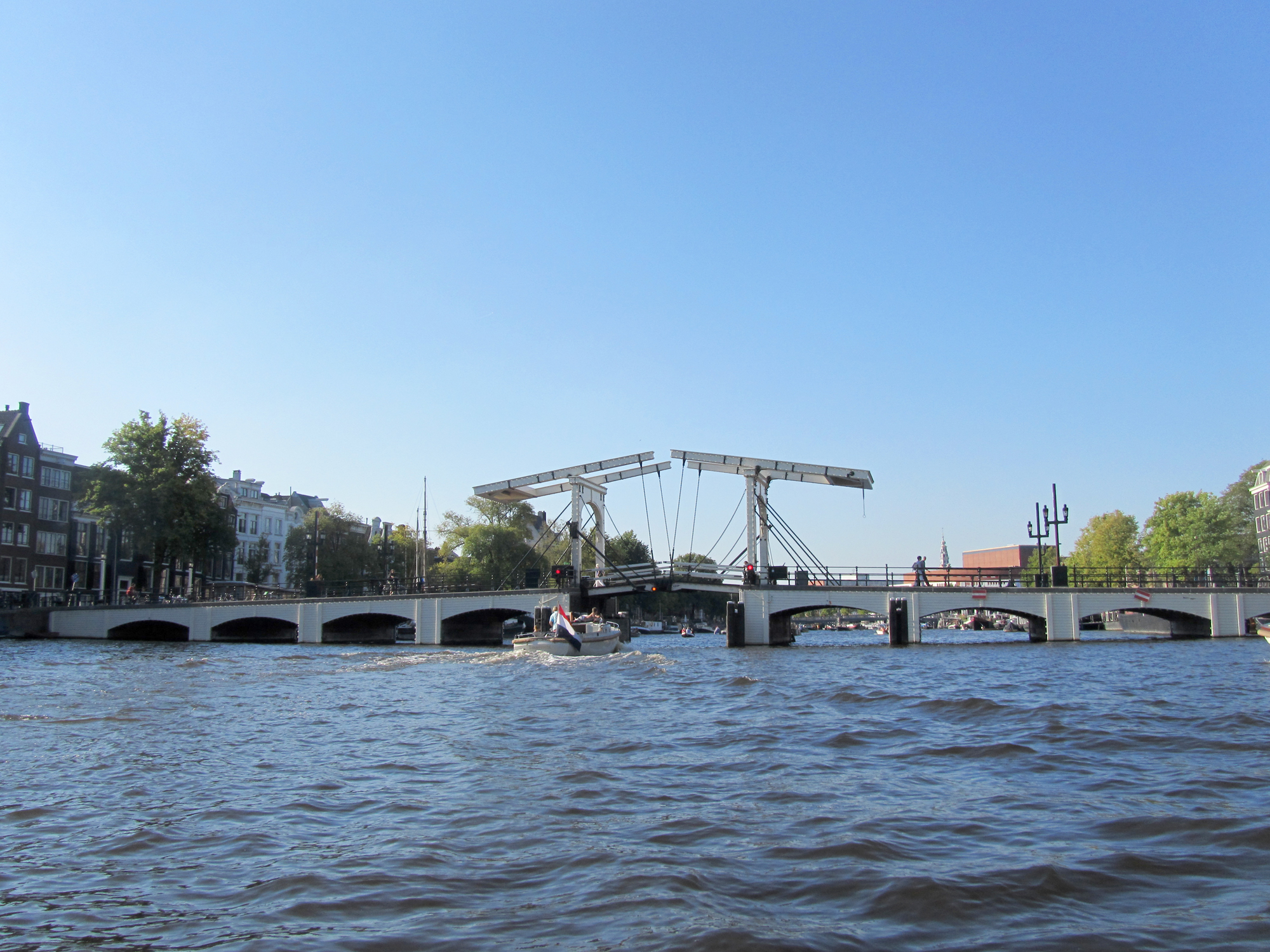
Magere Brug

- Magere Brug, bekendste ophaalbrug van Amsterdam over de Amstel (nr. 242)
- Blauwbrug, brug tussen het Waterloo- en het Rembrandtplein over de Amstel (nr. 236)
- Pythonbrug, voetgangersbrug over het Spoorwegbassin en winnaar van de prijs voor mooiste voetgangersbrug in 2002 (nr. 1998)
- Jan Schaeferbrug, een brug die onder Pakhuis de Zwijger doorloopt

## Gebouwen
- Paleis op de Dam, koninklijk paleis en voormalig stadhuis uit 1648
- Kalvertoren, winkelcentrum in de Kalverstraat
- Beurs van Berlage, voltooid in 1903, huisvest Amsterdamse effectenbeurs een van de oudste handelsbeurzen ter wereld uit 1606
- Centraal Station, stationsgebouw uit 1889 naar een ontwerp van Pierre Cuypers
- Rijksmuseum, museumgebouw uit 1885 naar een ontwerp van Pierre Cuypers
- Waag, 15e-eeuws gebouw dat oorspronkelijk diende als Stadspoort
- Montelbaanstoren, toren uit 1516 aan de Oudeschans ook wel Malle Jaap genoemd
- Munttoren, toren aan het Muntplein, heet officieel Regulierstoren
- Pakhuis de Zwijger, voormalig Koelhuis in het Oostelijk Havengebied aan het begin van de Jan Schaeferbrug
- Gebouwen op KNSM-eiland, waaronder Emerald Empire, Gebouw Piraeus, Albertcomplex, Skydome en Hoogland
- Magna Plaza, winkelcentrum en voormalige Amsterdamse Hoofdpostkantoor achter het Paleis op de Dam
- Lloyd Hotel, hotelgebouw in het Oostelijk Havengebied gebouwd door KHL
- Oost-Indisch Huis, kantoor voor de Amsterdamse afdeling van de VOC
- Rembrandttoren, hoogste wolkenkrabber van Amsterdam genoemd naar schilder Rembrandt van Rijn
- Restant Bijlmerbajes, officieel Penitentiaire Inrichting Amsterdam Over-Amstel was een gevangenis nabij Station Amstel
- Amsterdam ArenA, stadion aan de ArenA Boulevard en thuisbasis van voetbalclub AFC Ajax
- Begijnhof, het enige Middeleeuwse hofje van Amsterdam
- Portugees-Israëlietische Synagoge, ook wel Esnoga of Snoga genoemd is een synagoge uit de 17e eeuw
- El Tawheed Moskee, moskee opgericht in 1986, in opspraak geraakt door het boek De Weg van de moslim
- Millennium Tower, toren in Westpoort die wordt gebruikt als hoofdkantoor van Reed Elsevier
- Olympisch Stadion, stadion met atletiekbaan gebruikt voor de Olympische Zomerspelen 1928
- Openbare Bibliotheek (OBA), openbare bibliotheek-organisatie voor de gemeenten Amsterdam, Diemen en Ouder-Amstel
- He Hua Tempel, grootste boeddhistische tempel van Europa aan de Zeedijk
- Kleinste huis van Amsterdam, huisje aan de Oude Hoogstraat met een vloeroppervlak van 2,02 x 5,00 m

## Monumenten
- De Dokwerker, oorlogsmonument ter nagedachtenis Februaristaking 1941
- Homomonument, gedenkteken op de Westermarkt ter nagedachtenis aan vervolgde homoseksuelen en lesbiennes
- Nationaal Monument op de Dam

## Concertgebouwen/theaters

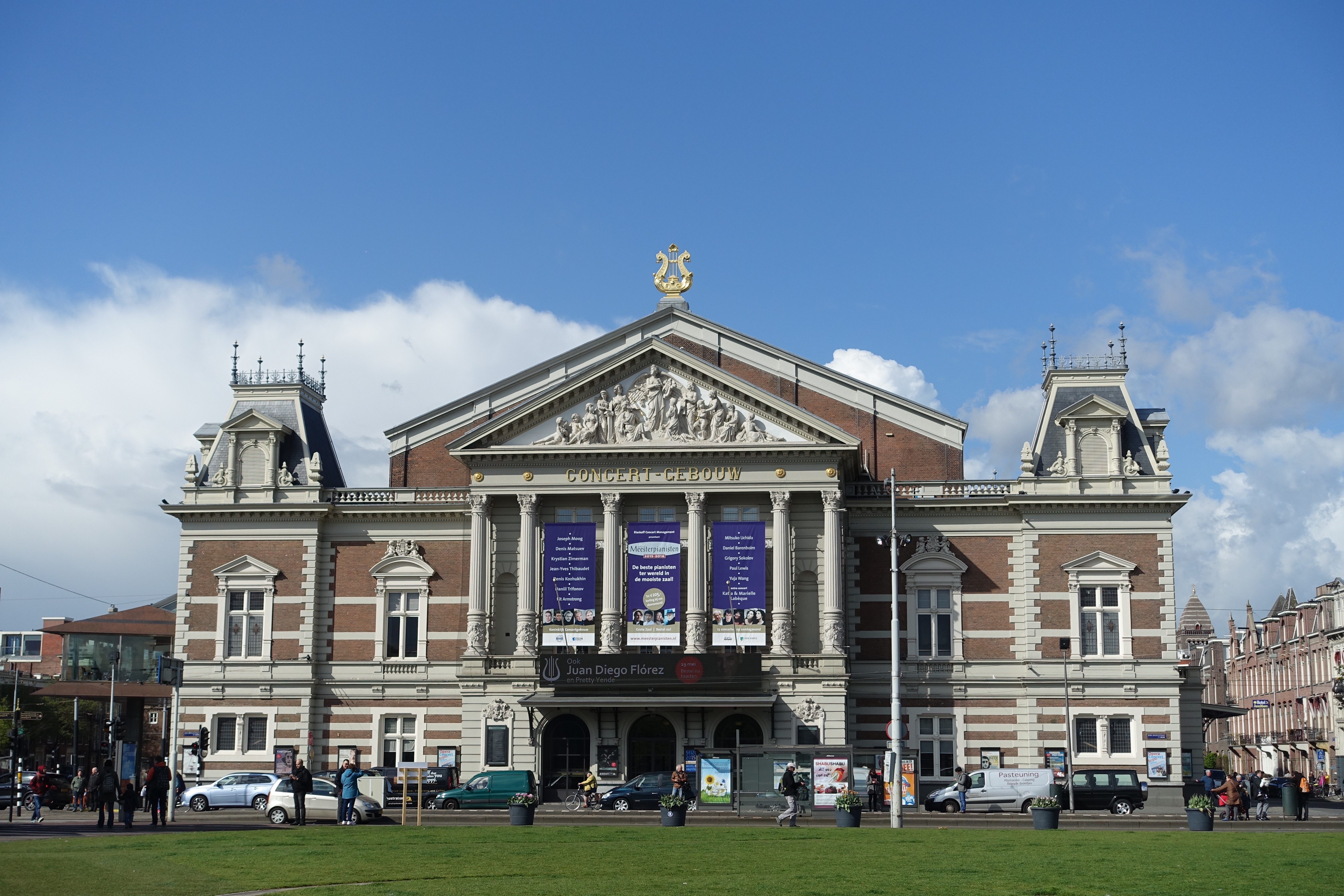
Koninklijk Concertgebouw

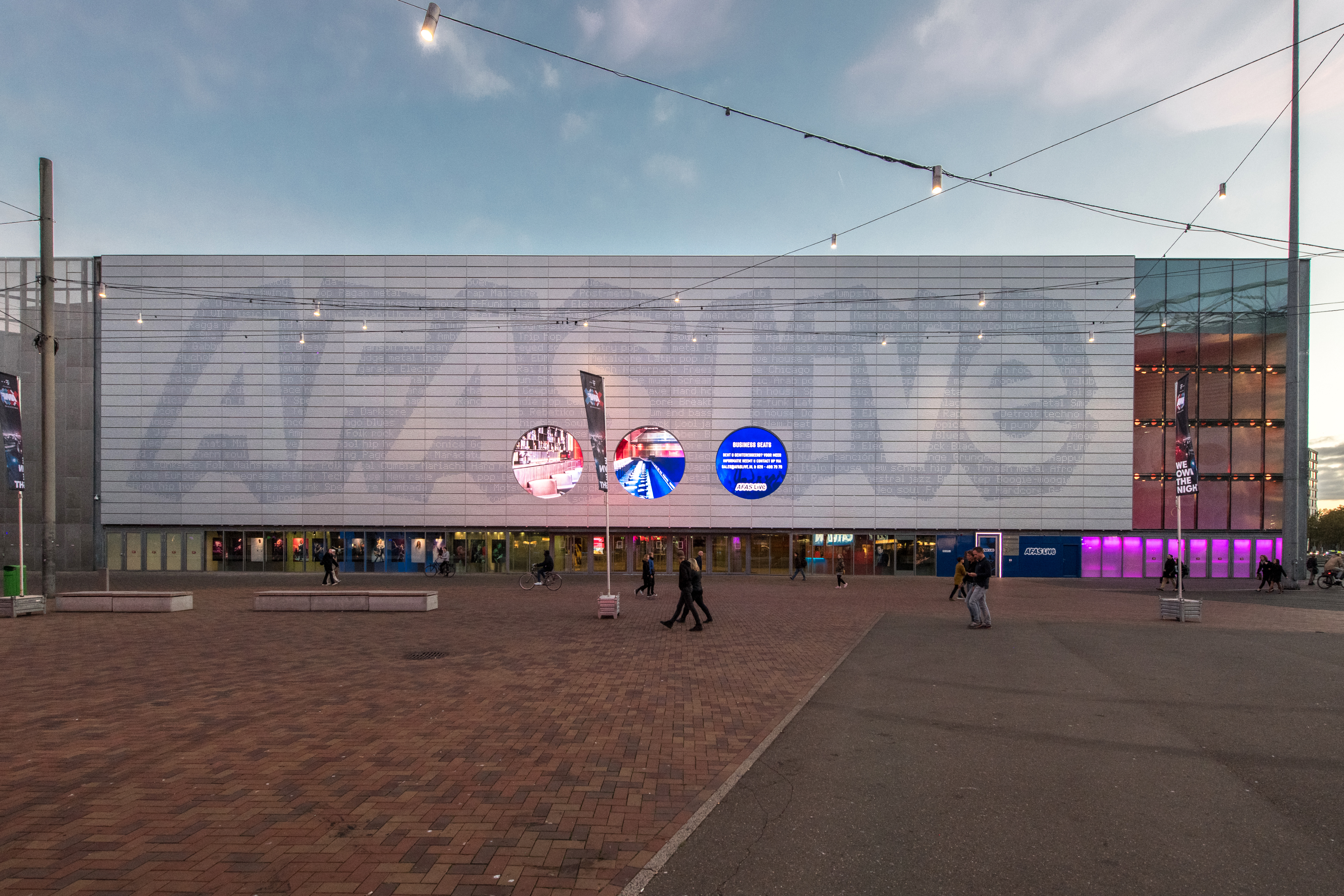
AFAS Live

- Koninklijk Concertgebouw, gebouw met diverse concertzalen aan de Van Baerlestraat
- Stopera, gebouwencomplex van Stadhuis en Opera op het voormalige eiland Vlooienburg
- Theater Amsterdam
- AFAS Live
- Ziggo Dome
- Paradiso
- Melkweg
- Muziekgebouw aan 't IJ
- Bimhuis
- Koninklijk Theater Carré
- DeLaMar
- De Kleine Komedie
- Stadsschouwburg Amsterdam
- Theater Bellevue
- Meervaart

## Prostitutiegebieden
- De Wallen
- Singelgebied
- Ruysdaelkade

## Pleinen

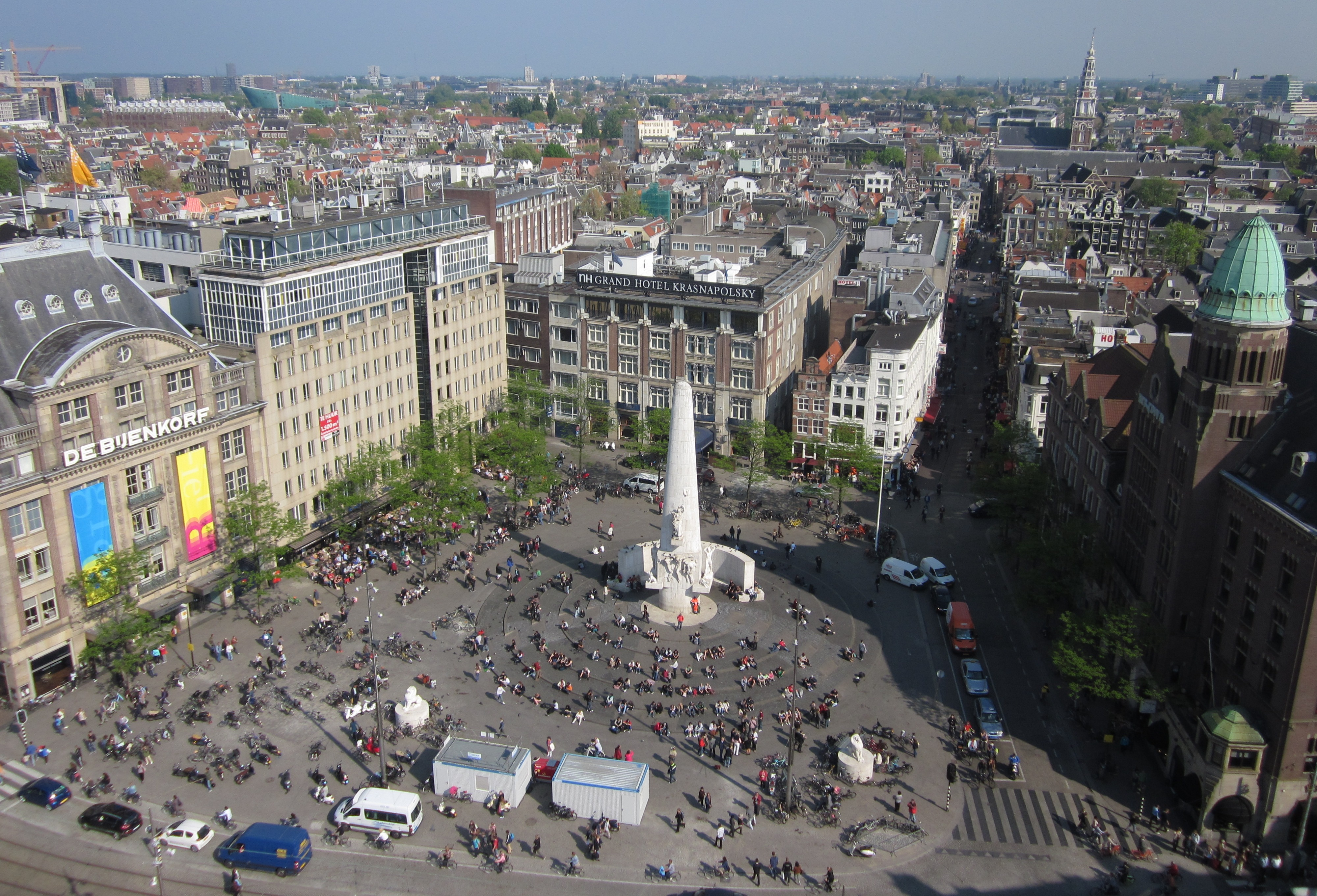
De Dam

- Dam
- Koningsplein
- Leidseplein
- Muntplein
- Museumplein
- Rembrandtplein
- Waterlooplein
- Markenplein
- Azartplein

## Markten
- Albert Cuypmarkt
- Waterloopleinmarkt
- Dappermarkt
- Noordermarkt
- Bloemenmarkt

## Brouwerijen
- Heineken Brouwerij
- Brouwerij 't IJ
- Brouwerij De Prael

## Dierentuin
- Artis

## Evenementen
- januari - Nationale tulpendag
- 20 april - 420
- 27 april - Koningsdag
- juni - Amsterdam Roots Festival (laatste week van juni)
- Holland Festival
- Amsterdam Gay Pride
- Hartjesdag
- Uitmarkt
- Sail Amsterdam
- Marathon van Amsterdam
- Amsterdam Dance Event
- PINT Bokbierfestival
- Grachtenrace
- IDFA Amsterdam
- Cannabis Cup
- Grachtenfestival